# 유럽 고속도로 533호선
유럽 고속도로 533호선(European route E533)은 독일 뮌헨과 오스트리아 인스브루크를 잇는 B-클래스급 고속도로로, 총 연장은 151 km이다.

## 경로
- 독일 (공유하고 있는 노선 번호 :  A 95와  B 2(독일어판)의 일부로 구성)
  - 뮌헨 : E45, E52, E53, E54, E552
  - 가르미슈파르텐키르헨
  - 미텐발트(독일어판, 러시아어판)
- 오스트리아 (공유하고 있는 노선 번호 :  B 177 국도와  A 12 고속도로 등)
  - 제펠트인티롤
  - 인스브루크 : E45, E60